# Microrégion de Canoinhas
La microrégion de Canoinhas est l'une des trois microrégions qui subdivisent la région Nord de l'État de Santa Catarina au Brésil.
Elle comporte douze municipalités qui regroupaient 243 782 habitants après le recensement de 2010 pour une superficie totale de 9 420 km².

## Municipalités
- Bela Vista do Toldo
- Canoinhas
- Irineópolis
- Itaiópolis
- Mafra
- Major Vieira
- Monte Castelo
- Papanduva
- Porto União
- Santa Terezinha
- Timbó Grande
- Três Barras